# Соболев, Михаил Иванович (генерал-лейтенант артиллерии)
Михаил Иванович Соболев (28 декабря 1909 года, дер. Соболевка, ныне Воловский район, Тульская область — 30 мая 1980 года, Москва) — советский военный деятель, генерал-лейтенант артиллерии. Герой Советского Союза (31.05.1945).

## Начальная биография
Михаил Иванович Соболев родился 28 декабря 1909 года в деревне Соболевка ныне Воловского района Тульской области в семье крестьянина.
Закончил семь классов школы в Соболевке, после чего поступил в педагогическое училище (город Ефремов), после окончания которого был направлен учителем в начальную школу села Подлозинки (Каменский район).
С созданием колхоза в селе Архангельское Соболев начал работать в колхозной школе, а летом работал на колхозных полях. Также Соболев был назначен на должность начальника почты.

## Военная служба

### Довоенное время
В сентябре 1931 года был призван в ряды РККА.
Служил в 1-м кавалерийском корпусе червонного казачества на должности командира орудия, а с окончанием офицерских курсов с 1933 года — на должностях командира огневого взвода, артиллерийской батареи, начальника разведки артиллерийского полка.
В 1938 году капитан Соболев был назначен на должность начальника разведки артиллерийского полка. После преобразования корпуса в 4-й кавалерийский корпус с июня 1938 по июль 1940 годов Соболев служил на должности помощника начальника оперативного отдела 4-го кавалерийского корпуса (Киевский особый военный округ).
В июле 1940 года майор Соболев был направлен на Высшие академические курсы при Военной академии имени Ф. Э. Дзержинского, которые закончил в июле 1941 года.

### Великая Отечественная война

#### 1941 год
В начале июля Соболев был направлен в 5-ю армию (Юго-Западный фронт), где был назначен на должность заместителя командира 712-го артиллерийского полка (1-я артиллерийская противотанковая бригада).
19 июля в ходе боя в районе города Малин (Житомирская область) майор получил боевое крещение. В течение нескольких дней полк оборонялся на занятых позициях, что позволило задержать взятие города Коростень.
24 июля бригада была отведена в междуречье Припяти и Днепра с целью обороны переправ через эти реки. Полк Соболева оборонял мост у посёлка Чернобыль и 23 августа вслед за арьергардом армии, отошедшим за Припять, полк отступил за реку и взорвал мост, когда по нему начали передвигаться танки и мотоциклисты противника. Через несколько дней полку пришлось отходить и за Днепр, взорвав мост у села Лукоеды.
В конце августа полк в составе бригады отошёл на оборонительный рубеж по реке Десна в районе города Чернигов, где майор Соболев был назначен на должность командира 712-го артиллерийского полка в связи с тем, что полковник А. П. Ерёменко был назначен на должность командира бригады, заменив генерала Кирилла Семёновича Москаленко, назначенного на должность командира 15-го стрелкового корпуса.
Полк под командованием Соболева вёл тяжёлые бои на реке Десна у села Вибли против вражеского плацдарма, когда противник прорвался через Днепр у села Окуниново, а 2-я танковая группа генерала Гудериана стала наступать на юг в направлении Лубны. В это время полк под командованием Соболева вместе со всей 5-й армией попал в окружение.
10 сентября полк вышел из окружения, но через несколько дней попал в другое, но Соболев 19 сентября в бою в районе станции Бахмач был дважды ранен и был переправлен в госпиталь города Михайлов (Рязанская область).
В конце октября Соболев был назначен на должность командира сформированного 540-го артиллерийского полка противотанковой обороны, а в ноябре ему было присвоено звание «подполковник». Полк вошёл в состав 13-й армии (Юго-Западный фронт) и в ноябре принял участие в оборонительных боях в районе города Ливны.
5 декабря противник в результате прорыва обороны советских войск овладел городом Елец, но ответным контрударом, в котором принимал участие и полк под командованием Соболева, 9 декабря город был освобождён.

#### 1942 год
До января 1942 года артиллеристы Соболева держали оборону на Ливенском рубеже.
В январе полк под командованием подполковника Соболева был выведен в Московскую зону обороны для переформирования.
Через четыре месяца 540-й лёгкий артиллерийский полк был передан в состав Брянского фронта.
С мая до конца года полк под командованием Соболева оборонял свой рубеж, являясь одним из соединений, составлявших «Ливенский щит», через который противник не смог вновь начать наступление в направлении Ельца и Липецка.
В ноябре была сформирована 5-я артиллерийская дивизия прорыва, в состав 16-й легкой артиллерийской бригады которого был включён и полк под командованием подполковника Соболева.

#### 1943 год
Дивизия в составе Брянского фронта участвовала в начавшейся в январе Воронежско-Касторненской операции. Гвардии полковник Соболев Михаил Иванович с 8.1943 до 6.1944 — командир 35-й гвардейской миномётной бригады, затем ком-р 9 ГАБр 5 АДП. 

#### 1944 год
Командир 9-й гаубичной артиллерийской бригады 5-й артиллерийской дивизии прорыва 4-го артиллерийского корпуса прорыва.

#### 1945 год
За взятие Берлина гвардии полковнику Соболеву присвоено звание Героя Советского Союза.
Генерал Надысев Г.С.:
"С большой похвалой отзывались командиры соединений и частей 79-го стрелкового корпуса 3-й ударной армии о боевых действиях 9-й гаубичной артиллерийской бригады 5-й артиллерийской дивизии прорыва РВГК под командованием полковника (впоследствии генерал-лейтенанта артиллерии) М. И. Соболева. В ожесточенных боях за Берлин он всегда находился на самых опасных участках, искусно маневрируя огнем бригады, содействовал успешному наступлению частей корпуса. 24 апреля наши стрелковые части были остановлены губительным огнем из мощного узла обороны противника в районе трамвайного парка. Полковник Соболев под покровом ночи вывел два полка и занял позиции в непосредственной близости от узла сопротивления. С рассветом все огневые точки врага были расстреляны прямой наводкой орудиями обоих полков. Путь пехоте и танкам был расчищен. Штурмовые группы, сопровождаемые огнем бригады, устремились к центру Берлина. За отличную организацию боевых действий бригады в уличных боях в Берлине и личную храбрость и мужество Президиум Верховного Совета СССР 31 мая 1945 года присвоил полковнику Соболеву Михаилу Ивановичу звание Героя Советского Союза."

### Послевоенная карьера
После войны Михаил Иванович Соболев продолжил службу в армии на должности начальника отдела боевой подготовки Управления командующего артиллерией Группы советских войск в Германии.
В 1958 году закончил Высшие академические курсы при Военной академии Генерального Штаба, в 1960 году — Высшие академические курсы при Военной артиллерийской командной академии имени М. И. Калинина. Служил в Главном артиллерийском управлении Министерства обороны СССР.
В 1969 году генерал-лейтенант артиллерии Михаил Иванович Соболев вышел в запас, после чего жил в Москве и в Подмосковье в офицерском посёлке Шереметьевский (Долгопрудный). Работал во Всесоюзном теплотехническом институте. 
Умер 30 мая 1980 года. Похоронен на Гребневском кладбище (Фрязино, Московская область).

## Награды
- Медаль «Золотая Звезда» (31.05.1945)[3];
- два ордена Ленина (31.05.1945; 30.12.1956);
- пять орденов Красного Знамени (29.04.1943; 10.06.1945[4]; 15.06.1946[1]; 19.11.1951; 22.02.1968);
- орден Суворова 2 степени (06.04.1945)[5];
- орден Кутузова 2 степени (25.09.1944)[2];
- орден Александра Невского (17.07.1943);
- орден Красной Звезды (05.11.1946);
- медаль «За боевые заслуги» (03.11.1944);
- медаль «За победу над Германией в Великой Отечественной войне 1941—1945 гг.»;
- медаль «За взятие Берлина»;
- медаль «За освобождение Варшавы».